# 오니바바 (영화)
《오니바바》(鬼婆: Onibaba)는 일본에서 제작된 신도 카네토 감독의 1964년 공포 영화이다. 오토와 노부코 등이 주연으로 출연하였고 이토야 히사오 등이 제작에 참여하였다.

## 출연

### 주연
- 오토와 노부코
- 요시무라 지츠코

### 조연
- 사토 케이
- 우노 주키치
- 토노야마 타이지
- 마츠모토 소메쇼
- 카지 켄타로
- 아라야 호스이
- 타나카 후데코

## 기타
- 프로듀서: 쿠와하라 카즈오